# Banksianaskogssångare
Banksianaskogssångare (Setophaga kirtlandii) är en fågel i familjen skogssångaren. Arten är den fåtaligaste nordamerikanska arten i familjen och häckar endast i ett litet område i norra USA och södra Kanada.

## Utseende och läte
Banksianaskogssångare är en relativt stor (14–15 cm) och kraftig skogssångare som konstant ses vippa stjärten upp och ner. Ovansidan är mörkgrå eller brun, undersidan ljusgul med ett band av små mörka fläckar tvärs över bröstet. På huvudet syns en bruten ögonring och mörk tygel, och på vingarna ett svagt dubbelt vingband. Sången är förhållandevis mörk, fyllig och högljudd, och stiger i både tonhöjd, volym och tempo. Locklätet är ett kraftigt och klart "chip", medan den i flykten avger ett kort och ljust strävt ljud.

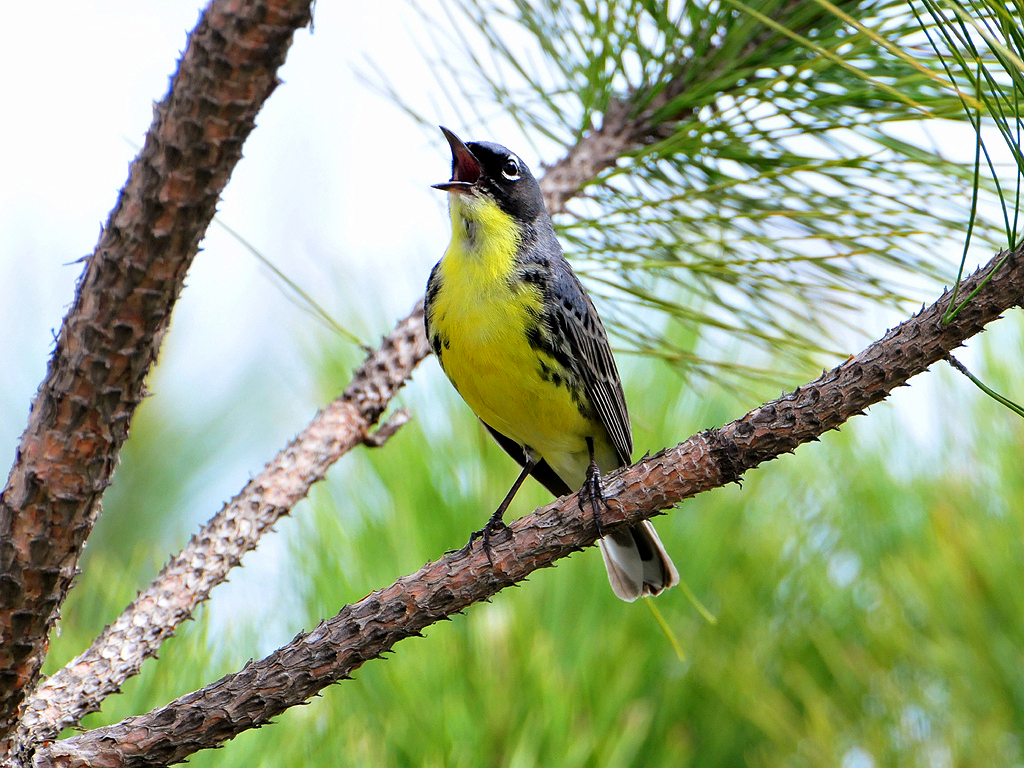
Sjungande hane banksianaskogssångare i sin typiska häckningsmiljö.

## Utbredning och systematik
Banksianaskogssångare häckade länge enbart i ett väldigt begränsat område med banksianatall i Michigan, USA. På senare tid har den dock expanderat sitt utbredningsområde och häckningsfynd har även gjorts i delstaten Wisconsin och i kanadensiska provinsen Ontario. Vintertid flyttar den till Bahamas och Turks- och Caicosöarna.

### Släktestillhörighet
Tidigare placerades den tillsammans med ett stort antal andra arter i släktet Dendroica. DNA-studier visar dock att rödstjärtad skogssångare (Setophaga ruticilla) är en del av denna grupp. Eftersom Setophaga har prioritet före Dendroica inkluderas numera alla Dendroica-arter i Setophaga.

## Levnadssätt
Banksianaskogssångare har mycket specifika krav på levnadsmiljö. Den påträffas i ungskog med en till 4,5 meter höga banksianatallar. Det ska också finnas små gläntor och tät undervegetation. Fågeln lever huvudsakligen av insekter och andra leddjur, men intar även blåbär mot slutet av sommaren, liksom frukt under flyttningen. Den lägger ägg i maj–juni, tillfälligtvis in i början av juli. Upp till 15% av hanarna har ett polygynskt häckningsbeteende.

## Status och hot
Sedan 1987 har bevarandeåtgärder gjort att arten successivt ökat i antal. Världspopulationen uppskattas numera till mellan 4500 och 5000 vuxna individer. Trots den positiva utvecklingen kategoriserar internationella naturvårdsunionen IUCN arten som nära hotad med tanke på det relativt lilla beståndet.

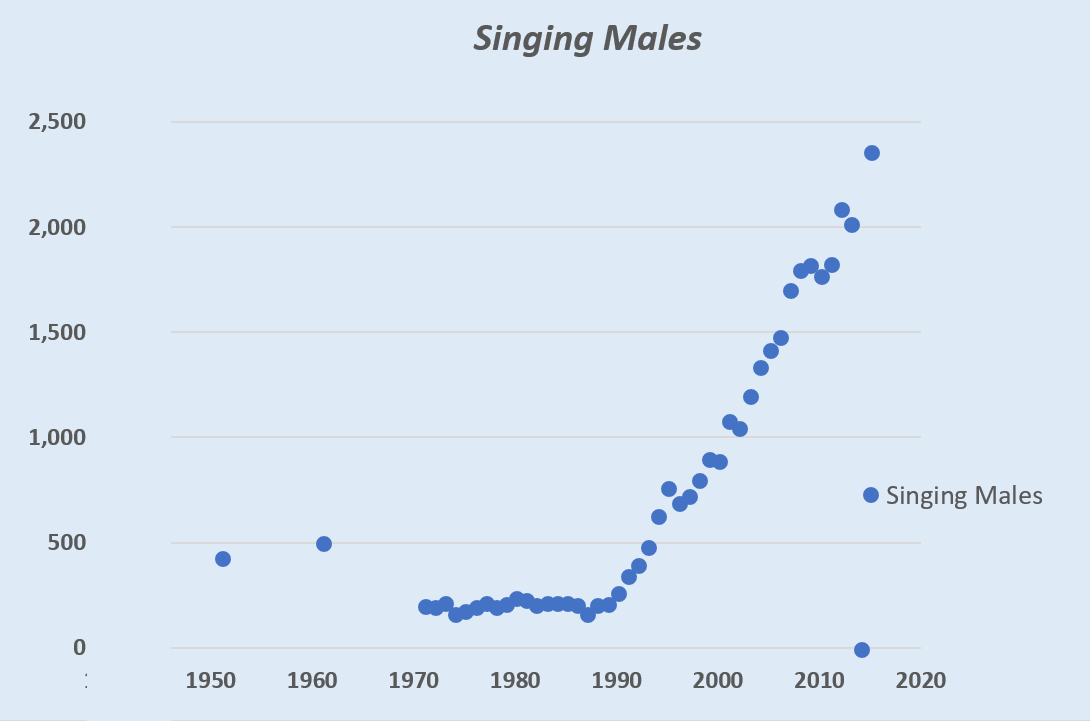
Artens populationsutveckling är mycket positiv.

## Namn
Fågelns vetenskapliga artnamn hedrar den amerikanska naturforskaren Jared Potter Kirtland (1793-1877). Fram tills nyligen kallades den kirtlandskogssångare även på svenska, men justerades 2023 till ett mer informativt namn av BirdLife Sveriges taxonomikommitté.